# The Storm Within
The Storm Within is het tiende album van de Zweedse metalband Evergrey, uitgebracht in 2016 door AFM.

## Track listing
1. "Distance" - 5:38
2. "Passing Through" - 5:02
3. "Someday" - 4:59
4. "Astray" - 5:22
5. "The Impossible" - 3:19
6. "My Allied Ocean" - 4:07
7. "In Orbit" (met Floor Jansen) - 5:38
8. "The Lonely Monarch" - 5:28
9. "The Paradox of the Flame" (met Carina Englund) - 5:40
10. "Disconnect" (met Floor Jansen) - 7:00
11. "The Storm Within" - 6:16

## Band
- Tom S. Englund - zanger, gitarist
- Henrik Danhage - gitarist
- Johan Niemann - bassist
- Jonas Ekdahl - drummer
- Rikard Zander - toetsenist